# Rhpisunt Mons
Il Rhpisunt Mons è una struttura geologica della superficie di Venere.